# 亚当·莱格兹丁斯
亚当·理查德·莱格兹丁斯（英語：Adam Richard Legzdins，1986年11月28日—）是一名英格蘭足球運動員，司職守門員，現時效力蘇超球會邓迪。

## 球會生涯
莱格兹丁斯出身自伯明翰青訓系統，在2005年被外借到英議聯北部聯賽的阿尔费登镇參賽，期間共上場4次。之後他被外借至全國聯的哈利法哈斯鎮，共上場11次。

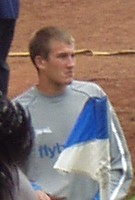
2006年8月正在熱身的莱格兹丁斯。

2006年夏天，莱格兹丁斯簽下首份職業合約，為期一年。2006/07賽季初，因於球隊一號守門員迈克·泰勒受傷，他獲發球衣號碼並在英冠對卡迪夫城的比賽擔任替補。2006年10月，他被外借到奥尔德姆擔任替補守門員，只在英格蘭聯賽錦標上場一次。之後外借到马科斯菲尔德，但外借期間並沒有任何上場時間。
2007年夏天，球會延長了他的合約一年，並外借到哈利法哈斯鎮三個月。2008年1月，莱格兹丁斯的外借期延長至季末。2008年6月9日，他簽約加盟克鲁足球俱乐部。
2009年8月11日，莱格兹丁斯首次代表克魯上場參賽英格蘭聯賽盃賽事以2-1敗給黑池，8月22日首次在聯賽上場並以1-0主場擊敗靴尔福特联。

### 保顿艾尔宾
2010年5月，莱格兹丁斯拒絕了克魯的一年合約，在7月1日與英乙的保顿艾尔宾簽約兩年。2010年8月7日對牛津联的處子戰，以0-0力保清白之身。莱格兹丁斯出戰了2010/11賽季所有聯賽，並當選為球迷選出和球員選出的年度最佳球員。

### 德比郡
2011年6月29日，保顿艾尔宾與德比郡在莱格兹丁斯轉會一事上達成共識，莱格兹丁斯在7月1日轉會至德比群並簽約三年。他在德比郡的首戰是作客對诺丁汉森林，因守門員法蘭·費丁開場1分鐘後因紅牌離場而獲得上場機會。2012年3月20日，莱格兹丁斯緊急外借到舊東家保顿艾尔宾，但上場1次後因傷而在4月17日回到德比郡。
2012/13球季，莱格兹丁斯依舊是二號守門員。10月，由於費丁受傷，因此他回到先發陣容。期間教練尼祖·哥洛夫對莱格兹丁斯的表現印象深刻，尤其是2-0擊敗布里斯托尔城一戰終止球隊連續7戰失球及4連敗劣勢。2013年3月，由於哥洛夫認為對莱斯特城的比賽需要用上經驗豐富的費丁，因此莱格兹丁斯的連續30場比陣紀錄終止，而球隊最終以2-1取勝。五星期後，費丁因為對彼德堡期間職業犯規被逐，莱格兹丁斯又回到場上比賽並參加賽案餘下兩場比賽，整個賽季他共上場33次。2014年5月，德比郡從伯恩利簽下守門員李·格兰特，莱格兹丁斯被掛牌轉會。

### 莱顿东方
2014年6月13日，他與英甲球會莱顿东方簽下兩年合約。由於他整個賽季因傷患而缺乏上場機會，雙方在2015年6月1日協議解約。

### 伯明翰城
莱格兹丁斯在2015年6月7日回到伯明翰城並簽約兩年，另加一年選擇權，在聯賽盃2-1擊敗布里斯托尔流浪者的比賽上演首秀。

## 外部連結
- 足球数据库：Adam Legzdins的球员统计数据